# Regne paleotropical

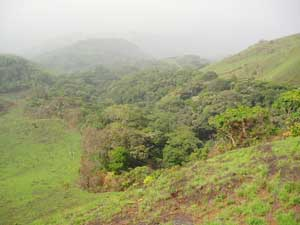
Bosc galeria a Guinea

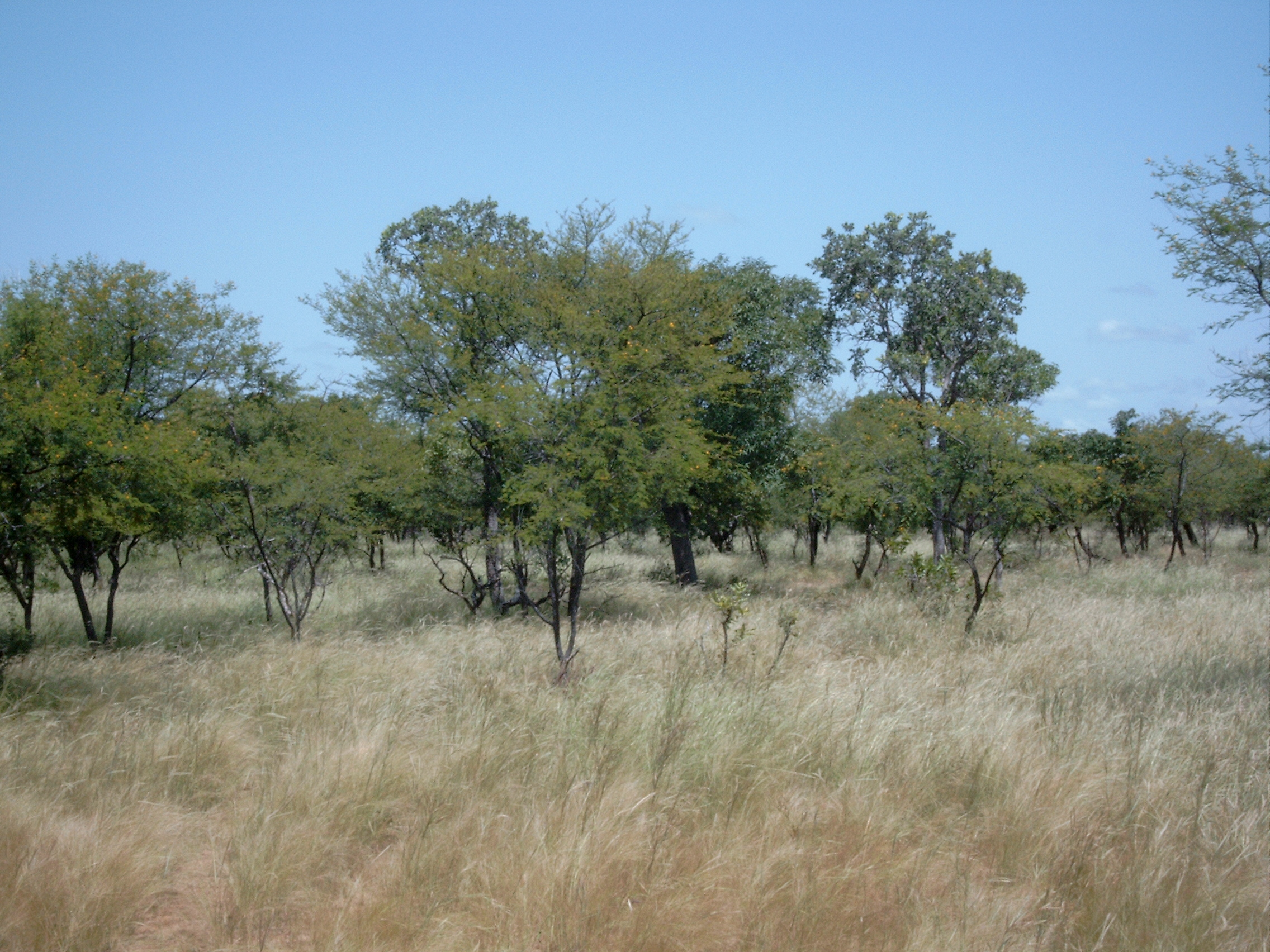
Sabana arbrada a Burkina Faso

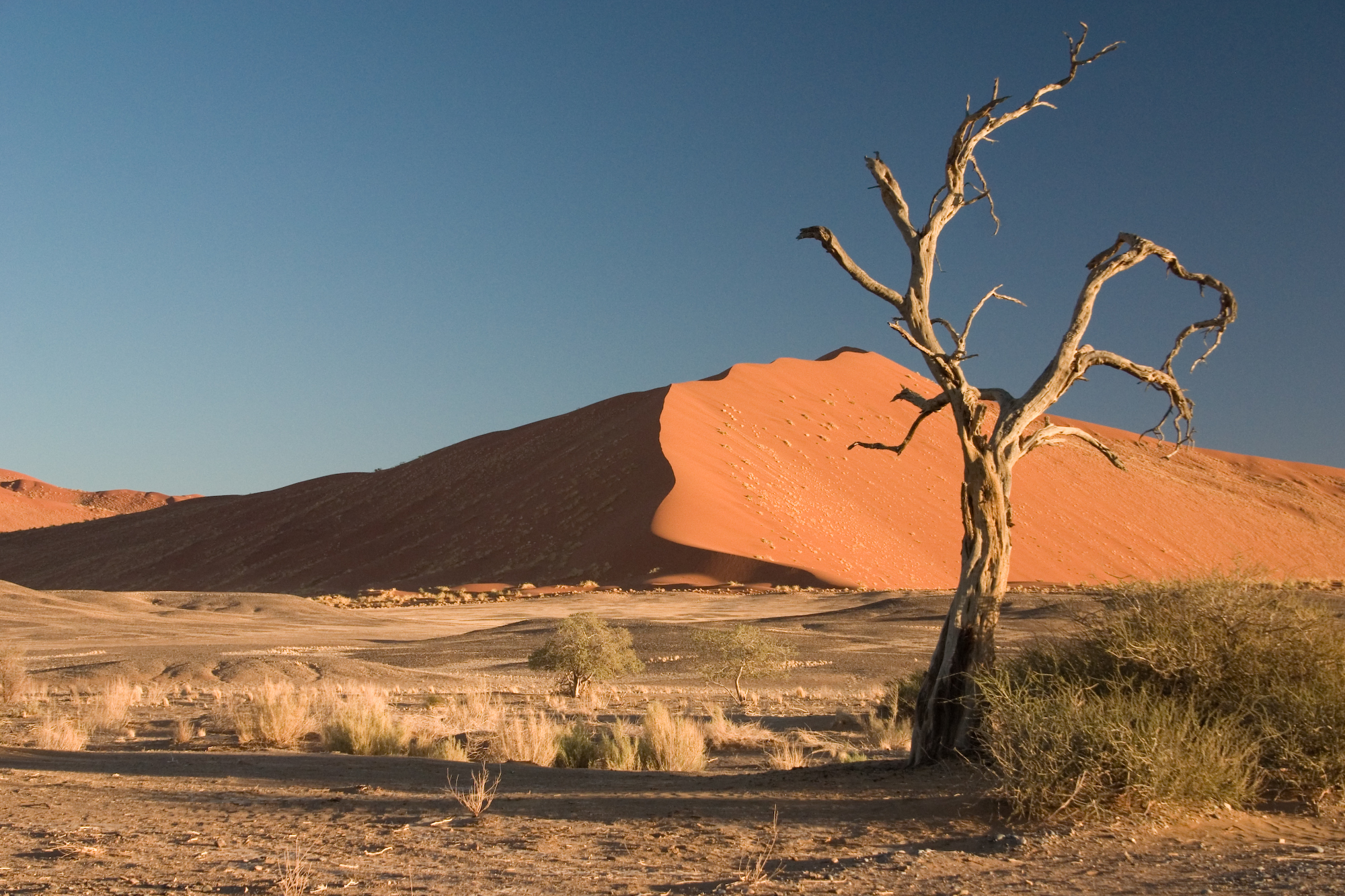
Acacia erioloba al desert de Mamíbia

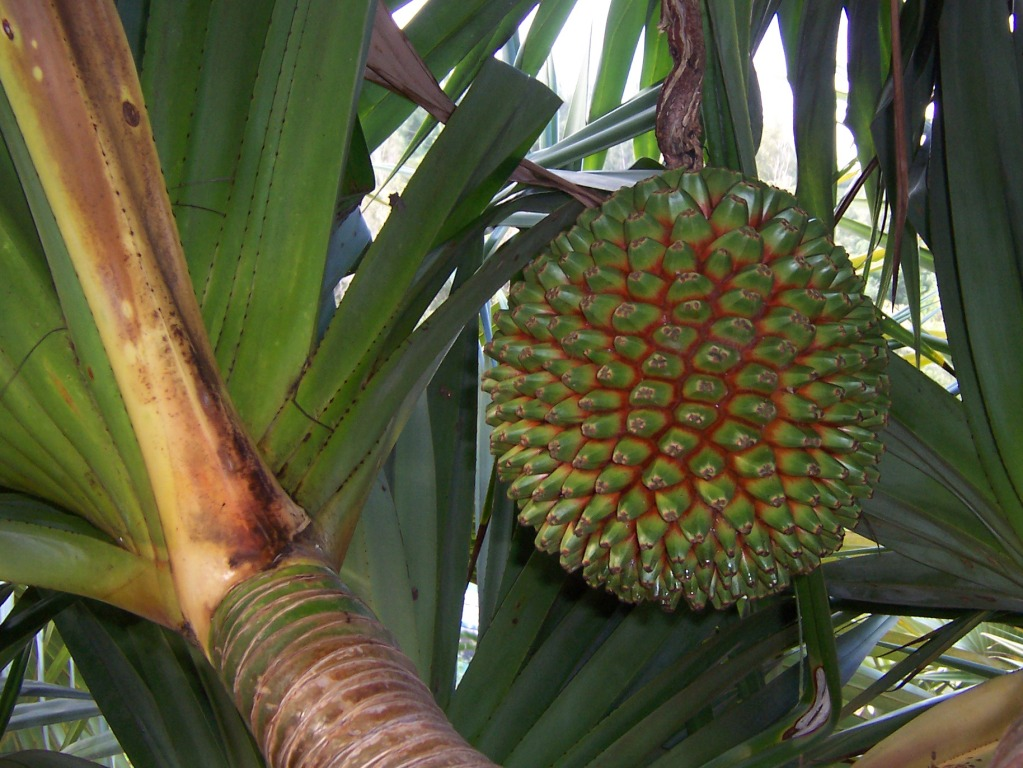
Pandanus utilis

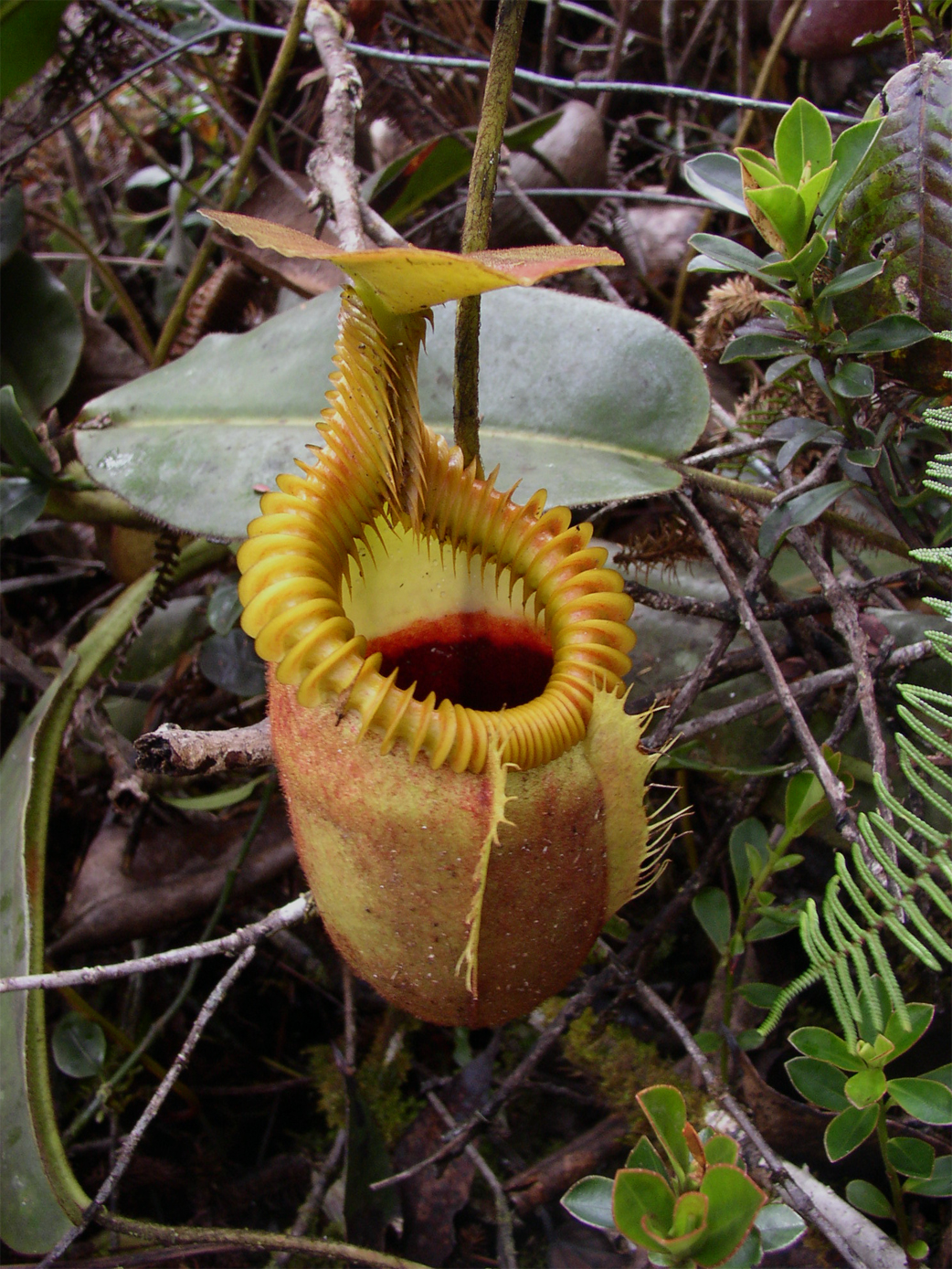
Nepenthes villosa

El regne paleotropical (Paleotropis) és un regne florístic que comprèn zones tropicals d'Àfrica, Àsia i Oceania (sense Austràlia), com va proposar Ronald Good i Armèn Takhtadjan. La seva flora està caracteritzada per uns 40 endemismes de famílies botàniques, per exemple Nepenthaceae, Musaceae, Pandanaceae, Flagellariaceae. Part de la seva flora és heretada de l'antic supercontinent de Gondwana o més tardana (per exemple la família Piperaceae amb distribució pantropical), compartida amb el regne neotropical, que es troba a les zones tropicals d'Amèrica Central i Amèrica del Sud. També la flora paleotropical ha influenciat la flora del regne australià.
El regne paleotropical està subdividit en cinc subregnes segons Takhtadjan (o tres segons Good) i unes 13 regions florístiques. En aquest article se segueix la subdivisió de Takhtadjan.

## Subregne africà
Deu famílies endèmiques (incloent-hi Dioncophyllaceae, Pentadiplandraceae, Scytopetalaceae, Medusandraceae, Dirachmaceae, Kirkiaceae), molts gèneres endèmics.
1. Província Guineo-Congoliana
2. Regió Usambara-Zululand
3. Regió Sudano-Zambeziana (incloent-hi Àsia tropical a l'oest del Golf de Khambhat)
4. Regió Karoo-Namib
5. Regió de Santa Helena i Ascensió

## Subregne de Madagascar
9 famílies endèmiques, més de 450 gèneres endèmics, unt 80% d'espècies endèmiques. A partir del Cretaci la flora africana hi va deixar d'influir, però amb molta influència de la flora de la regió florística Índia.
1. Regió de Madagascar

## Subregne indomalai
11 famílies endèmiques (incloent-hi Degeneriaceae, Barclayaceae, Mastixiaceae) i molts gèneres endèmics
1. Regió Índia
2. Regió indoxinesa
3. Regió malaia
4. Regió de Fiji

## Subregne polinesi
Sense famílies endèmiques però molts gèneres endèmics. Flora principalment derivada de la del regne indomalai.
1. Regió polinèsia
2. Regió hawaiana

## Subregne de Neocaledònia
Diverses famílies endèmiques (incloent-hi Amborellaceae, Strasburgeriaceae) i més de 130 gèneres endèmics (incloent-hi Exospermum i Zygogynum). Flora parcialment compartida amb la del subregne indomalai i el Regne australià.
1. Regió neocaledoniana